# Путятин, Евгений Петрович
Евгений Петрович Путятин (укр. Путятін Євгеній Петрович; 21 февраля 1941 — 12 января 2020) — советский и украинский учёный, доктор технических наук (1974), профессор кафедры информатики, Заслуженный деятель науки и техники Украины, Лауреат премии имени С. И. Мосина.

## Биография
Родился 21 февраля 1941 года.

### Деятельность
В 1963 году он стал преподавать на кафедре вычислительной техники, а с 1964 года — на кафедре математического моделирования Харьковского института радиоэлектроники.
В 1967 году получил степень кандидата технических наук, а в 1974 году — доктором технических наук. В 1977 году Евгений Путятин основал кафедру применения электронно-вычислительных машин.

### Смерть
Евгений Путятин скончался 12 января 2020 года на 79 году жизни.